# Esthera Petre
Esthera Petre (* 13. Mai 1990 in Bukarest) ist eine ehemalige rumänische Leichtathletin, die sich auf den Hochsprung spezialisiert hat.

## Sportliche Laufbahn
Erste internationale Erfahrungen sammelte Esthera Petre im Jahr 2006, als sie bei den Juniorenweltmeisterschaften in Peking mit übersprungenen 1,81 m in der Qualifikationsrunde ausschied. Anschließend siegte sie mit 1,84 m bei den Balkan-Juniorenmeisterschaften in Tripoli. Im Jahr darauf belegte sie bei den Jugendweltmeisterschaften in Ostrava mit 1,81 m den fünften Platz und gelangte anschließend bei den Junioreneuropameisterschaften in Hengelo mit 1,79 m auf Rang sieben. 2008 belegte sie bei den Juniorenweltmeisterschaften in Bydgoszcz mit 1,82 m den sechsten Platz und im Jahr darauf verpasste sie bei den Halleneuropameisterschaften in Turin mit 1,80 m den Finaleinzug. Im Juli gelangte sie bei den Junioreneuropameisterschaften in Novi Sad mit 1,84 m auf den fünften Platz und anschließend siegte sie mit 1,69 m bei den Balkan-Juniorenmeisterschaften in Schimatari. 2011 schied sie bei den Halleneuropameisterschaften in Paris mit 1,85 m in der Qualifikationsrunde aus und im Juli siegte sie mit 1,98 m bei den U23-Europameisterschaften in Ostrava. Daraufhin verpasste sie bei den Weltmeisterschaften in Daegu mit 1,82 m den Finaleinzug. Im Jahr darauf gewann sie bei den Balkan-Hallenmeisterschaften in Istanbul mit 1,91 m die Silbermedaille hinter der Bulgarin Wenelina Wenewa-Mateewa und belegte kurz darauf bei den Hallenweltmeisterschaften ebendort mit 1,92 m den siebten Platz. Im August nahm sie an den Olympischen Sommerspielen in London teil und schied dort mit 1,85 m in der Vorrunde aus. 2013 verpasste sie bei den Halleneuropameisterschaften in Göteborg mit 1,80 m den Finaleinzug und im Jahr darauf beendete sie ihre aktive sportliche Karriere im Alter von 24 Jahren.
2009 wurde Petre rumänische Meisterin im Hochsprung im Freien sowie 2012 in der Halle.